# Ansonia (Ohio)
Ansonia és una població dels Estats Units a l'estat d'Ohio. Segons el cens del 2000 tenia 1.145 habitants.

## Demografia
Segons el cens del 2000, Ansonia tenia 1.145 habitants, 451 habitatges, i 331 famílies. La densitat de població era de 659,8 habitants/km².
Per edats la població es repartia de la següent manera: un 27,7% tenia menys de 18 anys, un 8,6% entre 18 i 24, un 30,0% entre 25 i 44, un 21,3% de 45 a 60 i un 12,5% 65 anys o més.
L'edat mediana era de 34 anys. Per cada 100 dones de 18 o més anys hi havia 100,5 homes.
La renda mediana per habitatge era de 35.882 $ i la renda mediana per família de 38.529 $. Els homes tenien una renda mediana de 28.452 $ mentre que les dones 22.460 $. La renda per capita de la població era de 16.633 $. Aproximadament el 4,2% de les famílies i el 7,0% de la població estaven per davall del llindar de pobresa.

## Poblacions més properes
El següent diagrama mostra les poblacions més properes.